# Who Wants to Be Rich?
Who Wants to Be Rich? (deutsch: Wer möchte reich werden?) ist eine ghanaische Spielshow auf der Grundlage des ursprünglich britischen Formates Who Wants to Be a Millionaire? und des deutschen Ablegers Wer wird Millionär?

## Ablauf
Die Show wird von Kafui Dey moderiert. Das Ziel des Spieles ist es, 50.000 Cedi mit der Beantwortung von 15 Multiple-Choice-Fragen zu gewinnen. Es gibt drei Joker, einen Fünfzig-Fünfzig- (fifty-fifty), einen Telefon- (phone-a-friend) und einen Publikumsjoker (ask-the-audience). Die erste Staffel wird seit dem 4. Oktober 2009 ausgestrahlt. Die Sendung ist sonntags abends auf drei verschiedenen Fernsehsendern zu sehen.

## Gewinnstufen
1. Frage: 50 Cedi
2. Frage: 75 Cedi
3. Frage: 125 Cedi
4. Frage: 200 Cedi
5. Frage: 300 Cedi (Sicherheitsstufe)
6. Frage: 425 Cedi
7. Frage: 575 Cedi
8. Frage: 750 Cedi
9. Frage: 1.000 Cedi
10. Frage: 1.500 Cedi (Sicherheitsstufe)
11. Frage: 3.000 Cedi
12. Frage: 6.000 Cedi
13. Frage: 12.000 Cedi
14. Frage: 25.000 Cedi
15. Frage: 50.000 Cedi